# Dolenja vas pri Raki
Dolenja vas pri Raki – wieś w Słowenii, w gminie Krško. W 2018 roku liczyła 67 mieszkańców.